# Чутливість

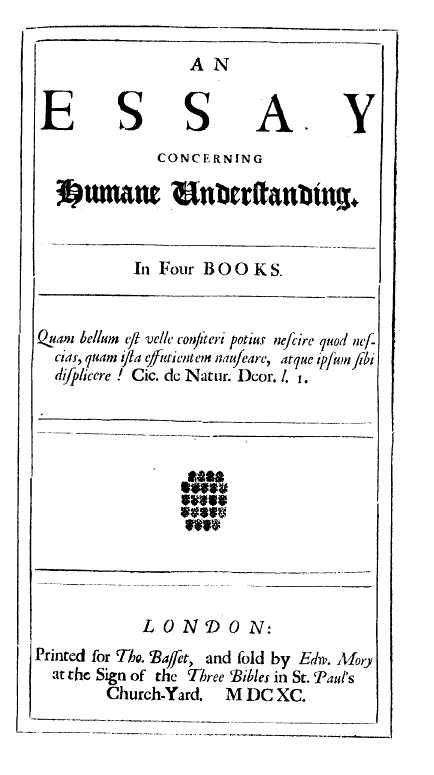
Титульна сторінка першого видання «Нарису про людське розуміння» Джона Локка, 1689 р.

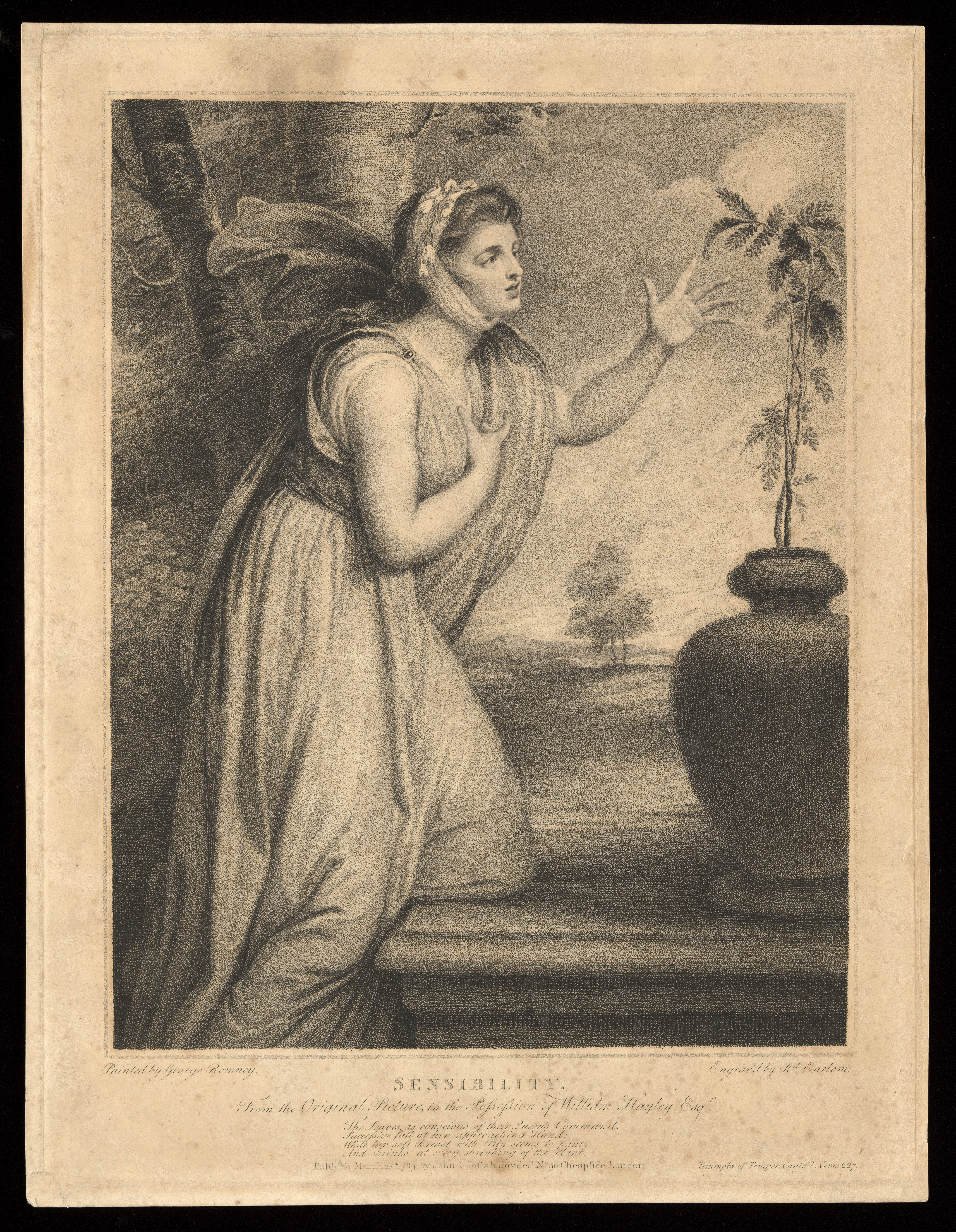
Емма Гамільтон у ролі чутливості. Пунктирна гравюра, 1789 рік, за картиною Джорджа Ромні.

Чутливість відноситься до гострого сприйняття або реагування на щось, наприклад, на емоції іншого. Ця концепція виникла у Великобританії у вісімнадцятому столітті й була тісно пов'язана з дослідженнями чуттєвого сприйняття як засобу, за допомогою якого збираються знання. Він також став асоціюватися з сентиментальною моральною філософією.

## Витоки
Одним із перших таких текстів був би «Есе Джона Локка про людське розуміння» (1690), де він каже: «Я вважаю, що ідеї в розумінні є однолітками з відчуттям; яке є таким враженням або рухом, зробленим у якійсь частині тіла, оскільки робить його поміченим у Розумінні». Джордж Чейн та інші медичні автори писали про «англійську хворобу», яку також називають «істерією» у жінок або «іпохондрією» у чоловіків, стан із симптомами, які дуже нагадують сучасний діагноз клінічної депресії. Чейн вважав цю хворобу результатом перенапружених нервів. Водночас теоретики стверджували, що люди, які мають надчутливі нерви, матимуть гостріші відчуття, а отже, краще розумітимуть красу та моральну істину. Таким чином, незважаючи на те, що чуттєвість вважалася фізичною та/або емоційною вразливістю, вона також широко сприймалася як чеснота.

## У науці
- У мас-спектрометрії рекомендовано дві різних міри

чутливості. Перша, яка вживається для відносно нелетких
матеріалів, а також для газів, ґрунтується на спостережуваних
змінах йонного струму для певних кількостей аба змін
швидкості потоку зразку через джерело йонів. Другий метод
встановлення чутливості, використовуваний винятково для
газів, ґрунтується на зміні йонного струму залежно від
парціального тиску зразку у джерелі йонів за вказаних
експериментальних умов.
- У метрології та аналітичній хімії чутливість характеризують

нахилом калібрувальної кривої (зміна величини відповіді
вимірювального приладу, поділена на відповідну зміну
стимулу, тобто того, що викликає цю відповідь). Чутливість
може залежати від аналітичної концентрації чи від величини
стимулу. Оскільки чутливість має бути характеристикою
методу, вона повинна залежати тільки від процесу хімічного
вимірювання, а не від обраної шкали.

## У літературі
Виникнувши у філософських і наукових працях, чуттєвість стала англомовним літературним рухом, особливо в новому на той час жанрі роману. Такі твори, які називаються сентиментальними романами, описували людей, які були схильні до чутливості, часто плакали, непритомніли, відчували слабкість або напади у відповідь на емоційно зворушливий досвід. Якби хтось був особливо розсудливим, він міг би так реагувати на сцени чи об'єкти, які здаються іншим незначними. Ця реактивність вважалася показником здатності розсудливої людини сприймати щось інтелектуально чи емоційно хвилююче в навколишньому світі. Однак популярний сентиментальний жанр невдовзі зустрів сильну негативну реакцію, оскільки читачі та письменники, які не схильні до чутливості, стверджували, що така екстремальна поведінка була просто театральною виставою, а такий наголос на власних почуттях і реакції — ознакою нарцисизму. Семюел Джонсон у своєму портреті Міс Джентл сформулював цю критику:
Вона щодня виявляє свою доброзичливість, жаліючи кожне нещастя, яке трапляється з кожною родиною в її колі уваги; вона щогодини в страху, щоб хтось не застудився під дощем, а інший не злякався сильного вітру. Свою милосердя вона виявляє, нарікаючи на те, що так багато бідних бідолах нудиться на вулицях, і дивуючись, що можуть думати великі про те, що вони роблять так мало добра з такими великими маєтками.

## Критика
Заперечення проти чутливості виникли на інших фронтах. По-перше, деякі консервативні мислителі вірили в апріорні концепції, тобто знання, яке існує незалежно від досвіду, наприклад, вроджене знання, яке, як вважають, було надане Богом. Теоретики апріорі не довіряли чуттєвості через її надмірну залежність від досвіду для здобуття знань. Крім того, в останні десятиліття вісімнадцятого сторіччя мислителі, які виступали проти чутливості, часто пов'язували емоційну мінливість чутливості з бурхливим насильством Французької революції, а у відповідь на побоювання щодо початку революції у Британії розумні особи кодувалися як антипатріотичні чи навіть політично підривні. Роман Марії Еджворт «Леонора» 1806 року, наприклад, зображує «розумну» Олівію як лиходійку, яка вигадує свої пристрасті або принаймні схиляє їх, щоб вони задовольнили свої егоїстичні бажання; у тексті також наголошується, що Олівія жила у Франції і, таким чином, прийняла «французькі» манери. Роман Джейн Остін 1811 року «Чуття і чуттєвість» є більш знайомим прикладом цієї реакції проти надмірних почуттів, особливо тих, які пов'язані з жінками. Читачі та багато критиків сприйняли роман як критику «культу» сентименталізму, поширеного наприкінці XVIII століття.
Еффузний характер багатьох сентиментальних героїв, таких як Гарлі в романі Генрі Маккензі 1771 року «Людина почуття», сучасні критики часто засуджували його як прославлення слабкого, жіночого характеру, що зрештою сприяло дискредитації раніше популярних сентиментальних романів (і, меншою мірою, усіх романів) як нечоловічих творів. Це занепокоєння збіглося з помітним зростанням виробництва романів жінками-письменницями того періоду, незалежно від того, чи вирішили вони писати в сентиментальному стилі чи ні, і відіграло значну роль у більш широких дебатах про стать, жанр, літературну цінність і націоналістичну політику. цілі протягом останнього десятиліття вісімнадцятого століття та перших десятиліть дев'ятнадцятого, коли концепція «Національної казки» з'явилася на хвилі Французької революційної війни та об'єднання Великої Британії та Ірландії.

## Подальше читання
- Barker-Benfield, G.J. The Culture of Sensibility: Sex and Society in Eighteenth-Century Britain. Chicago: University of Chicago Press, 1992.
- Brissenden, R. F. Virtue in Distress: Studies in the Novel of Sentiment from Richardson to Sade. New York: Barnes and Noble, 1974.
- Crane, R.S. «Suggestions Toward a Genealogy of the ‘Man of Feeling.’» ELH 1.3 (1934): 205—230.
- Ellis, Markman. The Politics of Sensibility: Race, Gender and Commerce in the Sentimental Novel. Cambridge: Cambridge University Press, 1996.
- Ellison, Julie. Cato's Tears and the Making of Anglo-American Emotion. Chicago: University of Chicago Press, 1999.
- Goring, Paul. The Rhetoric of Sensibility in Eighteenth-Century Culture. Cambridge: Cambridge University Press, 2005.
- Jones, Chris. Radical Sensibility: Literature and ideas in the 1790s. London: Routledge, 1993.
- McGann, Jerome. The Poetics of Sensibility: a Revolution in Literary Style. Oxford: Clarendon Press, 1996.
- Mullan, John. Sentiment and Sociability: The Language of Feeling in the Eighteenth Century. Oxford: Clarendon Press, 1988.
- Nagle, Christopher. Sexuality and the Culture of Sensibility in the British Romantic Era. New York: Palgrave Macmillan, 2007.
- Pinch, Adela. Strange Fits of Passion: Epistemologies of Emotion, Hume to Austen. Stanford: Stanford University Press, 1996.
- Rousseau, G.S. «Nerves, Spirits, and Fibres: Towards Defining the Origins of Sensibility.» Studies in the Eighteenth Century 3: Papers Presented at the Third David Nichol Smith Memorial Seminar, Canberra 1973. Ed. R.F. Brissenden and J.C. Eade. Toronto: University of Toronto Press, 1976.
- Tompkins, Jane. Sensational Designs: The Cultural Work of American Fiction 1790—1860. New York: Oxford University Press, 1986.
- Van Sant, Ann Jessie. Eighteenth-Century Sensibility and the Novel: The senses in social context. Cambridge: Cambridge University Press, 1993.